# 内穆尔公爵路易
路易·夏尔·菲利普·拉斐尔（法語：Louis Charles Philippe Raphael, duc de Nemours，1814年10月25日—1896年6月26日），法國國王路易·腓力的次子。内穆尔公爵。1848年其父退位後，他曾聯合流亡的保王黨人以圖恢復君主政權。

## 子女
- 路易·菲利普·马里·加斯頓 (1842年—1922年)，娶巴西的唐·佩德罗二世的大女儿伊莎贝拉。他的曾孙布拉干萨公爵杜瓦尔特·皮奥是现任的葡萄牙布拉干萨王室继承人。
- 斐迪南·菲利浦·马里 (阿朗松公爵) (1844年7月12日—1910年6月29日)，娶巴伐利亚的蘇菲·夏洛特 (1847年—1897年)，奥地利的伊丽沙白皇后 ("茜茜公主")的妹妹。
- 玛格丽特 (1846年—1893年)，嫁给波兰贵族拉迪斯劳斯·查托里斯基亲王。
- 布兰奇 (1857年—1934年)